# Evgueni Abalakov
Pour les articles homonymes, voir Abalakov.
Evgueni Mikhaïlovitch Abalakov (en russe : Евгений Михайлович Абалаков), né le 17 février 1907 à Krasnoïarsk et mort le 23 mars 1948 à Moscou, est un alpiniste soviétique, frère de Vitali Abalakov,.

## Biographie
Evgueni Abalakov, ayant perdu sa mère décédée en couches et son père mort deux ans plus tard, est élevé avec son frère Vitali par leur oncle qui habite rue Lénine à Krasnoïarsk. Sorti de l'Institut des Beaux-Arts Sourikov (ru) de Moscou, sculpteur de son métier, il débute l'alpinisme en 1931. Lors de la Seconde Guerre mondiale, dès que les troupes allemandes viennent de pénétrer sur le territoire de l'Union soviétique, il s'engage dans un corps d'infanterie motorisée et participe à la bataille de Moscou jusqu'en 1942, puis, comme beaucoup d'autres alpinistes, à la bataille du Caucase. Tout comme son frère Vitali, il compte parmi les plus grands alpinistes soviétiques, ayant joué un rôle prépondérant dans la conquête des principaux sommets de l'URSS et la recherche de nouveaux itinéraires dans le Caucase. Il est le premier à explorer le pic Ismail Samani, en 1933, appelé alors le pic Staline.
De son œuvre artistique nous est parvenue la composition Alpinist i Alpinistka érigée près du pavillon de la culture physique et des sports au Centre panrusse des expositions. La sculpture est entièrement restaurée en juin 2016.
Abalakov meurt en 1948, intoxiqué au monoxyde de carbone dans son appartement de Moscou, alors qu'il prépare une expédition dans les monts Tian. Il est enterré au cimetière de Novodievitchi. Son nom est donné au sommet qui s'élève à 6 446 mètres d'altitude dans le massif du Pamir entre le pic de Leningrad et le pic Borodino. Ses exploits et les circonstances obscures de sa mort sont relatés dans le livre Mystère de la mort d'Evgueni Abalakov (Тайна гибели Евгения Абалакова) écrit par son fils Alekseï. Ce dernier a également fait ériger le buste de son père placé à l'entrée de leur ancienne maison rue Lénine à Krasnoïarsk.

## Ascensions
- 1932 – Tentative de traversée des trois sommets du Dykh-Taou.
- 1933 – Participe à l'expédition au pic Ismail Samani. Il réalise la dernière étape vers le sommet en solitaire.
- 1935 – Deuxième ascension du Khan Tengri.
- 1937 – Première traversée des deux sommets du mont Ouchba.

## Décorations
- Médaille pour la Défense de Moscou